# Sitio de Ciudad Rodrigo (1810)
El sitio de Ciudad Rodrigo de 1810 fue una batalla, encuadrada dentro de la Guerra de la Independencia Española, por la conquista del municipio salmantino homónimo entre los invasores franceses y los defensores españoles.
La batalla se produjo entre el 26 de abril y el 9 de julio de 1810. 65 000 franceses lucharon contra una guarnición de 5500 españoles que defendía la ciudad; los franceses estaban comandados por el mariscal de campo Michel Ney mientras los españoles eran dirigidos por el también mariscal Don Andrés Pérez de Herrasti.

## Fuerzas
El VI Cuerpo de Ney incluía la 1.ª División de Jean Marchand (6500 hombres), la 2.ª División de Julien Mermet (7400), la 3.ª División de Louis Loison (6600), la brigada de caballería ligera de Auguste Lamotte (900), la brigada de dragones montados de Charles Gardannes y 60 cañones.
Por su parte Herrasti comandaba 5500 hombres formados por 3 batallones de regulares de Ávila, Segovia, el 1.er Regimiento de Infantería de Mallorca, 375 artilleros, 60 zapadores, 3 batallones de Voluntarios de Ciudad Rodrigo y una batallón de la Guardia de la ciudad.

## Desarrollo del sitio
Los 5500 defensores españoles establecieron una defensa valiente. Sin embargo la artillería francesa pudo abrir una brecha en las murallas. Finalmente la infantería tomó la ciudad al asalto y la saqueó. Los españoles sufrieron 461 muertos y 994 heridos mientras 4000 hombres y 118 cañones fueron capturados. En las tropas francesas 180 soldados murieron y más de 1000 fueron heridos durante el sitio.
El sitio retrasó más de un mes la invasión de Portugal del mariscal francés André Masséna. Las siguientes acciones del ejército francés fueron el sitio de Almeida ( del 15 al 28 de agosto, con victoria francesa) y la batalla del Coa. El segundo sitio de Ciudad Rodrigo ocurrió en enero de 1812.

## Memoria de la batalla
La victoria de Ciudad Rodrigo se encuentra grabada en el pilar Oeste del Arco de Triunfo de París.

## Galería de imágenes

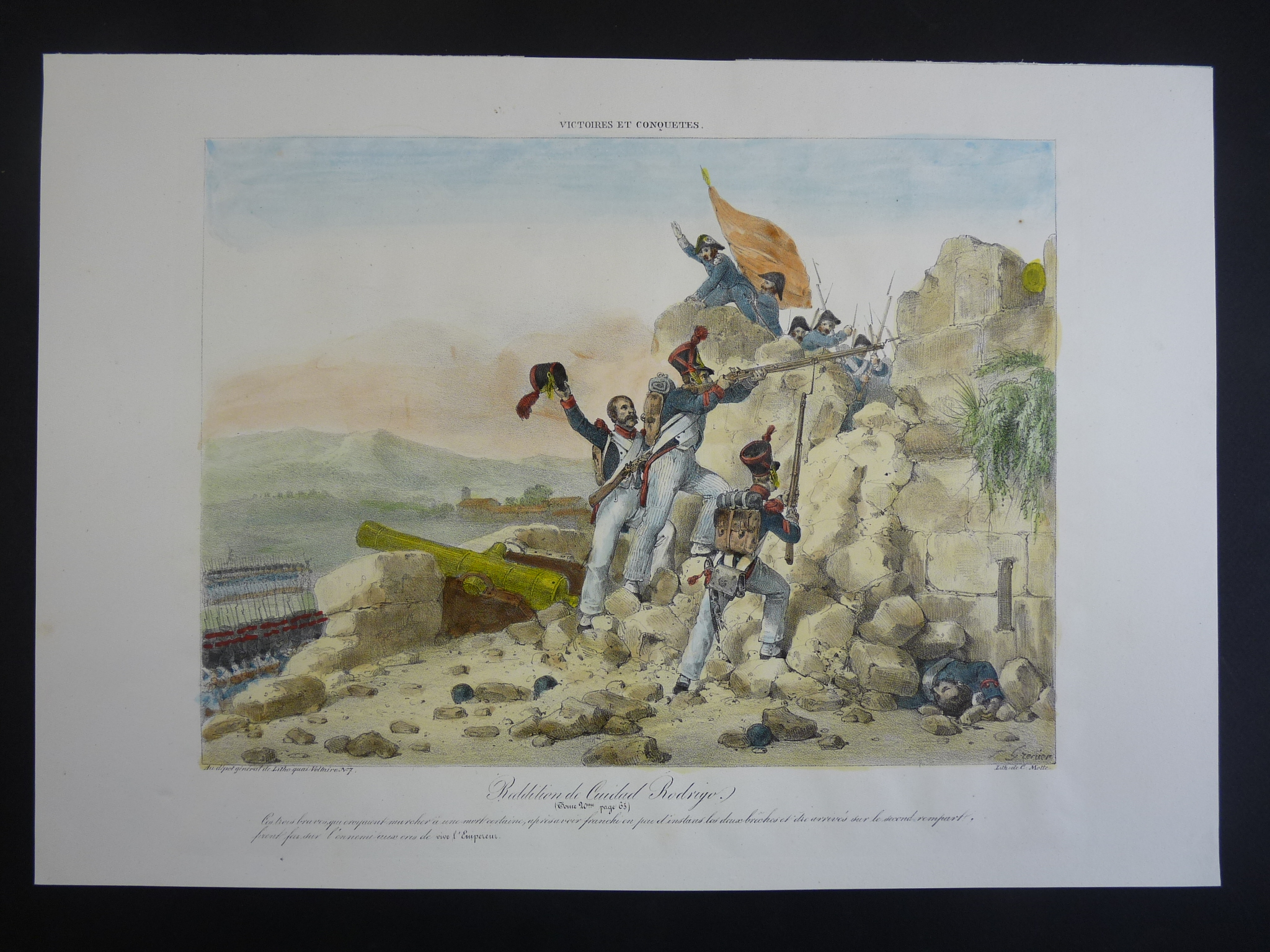
Rendición de Ciudad Rodrigo (litografía de Grenier)
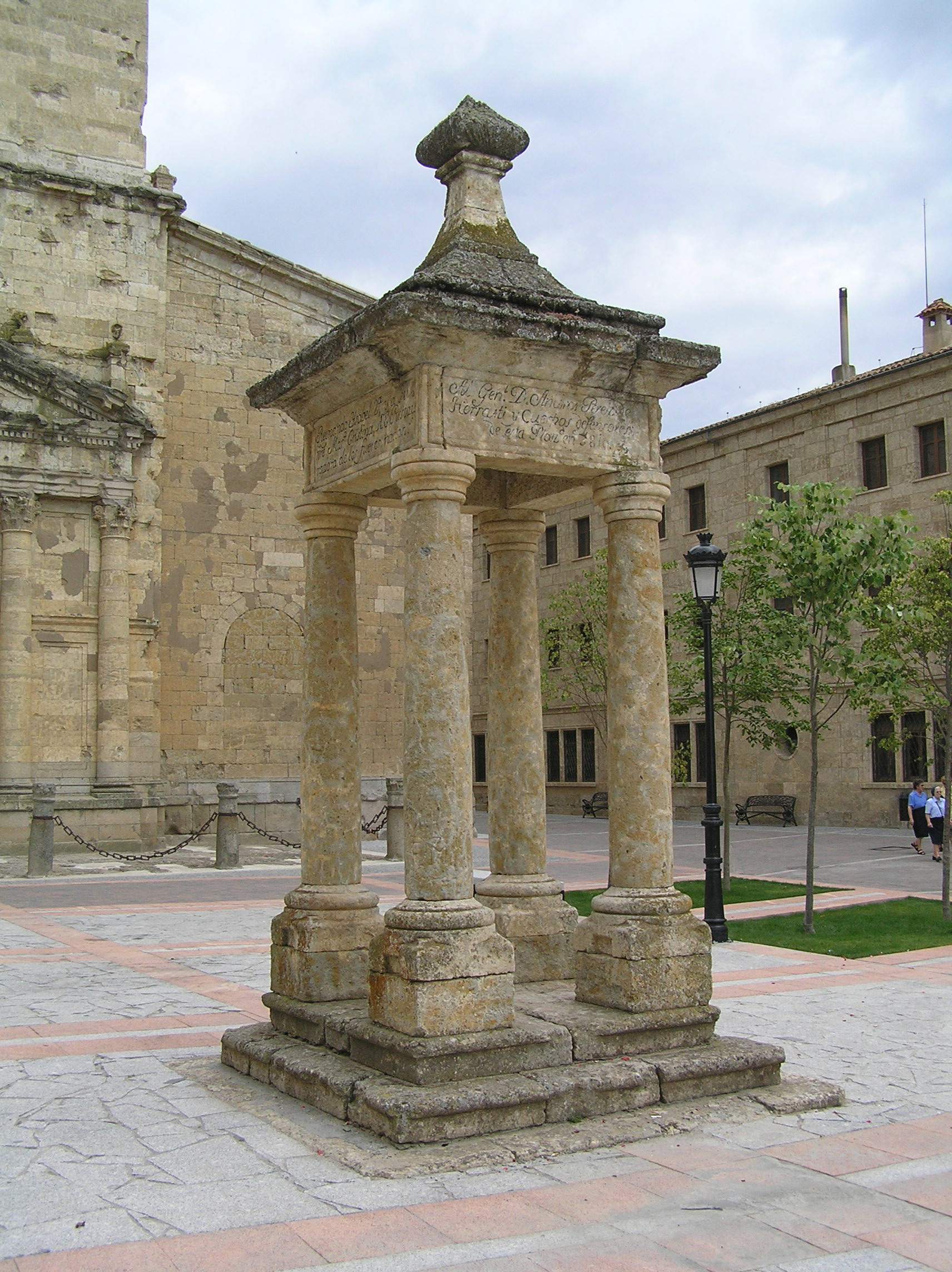
Monumento en Ciudad Rodrigo a los defensores de la ciudad de 1810 y a su mariscal Andrés Pérez de Herrasti (2006)
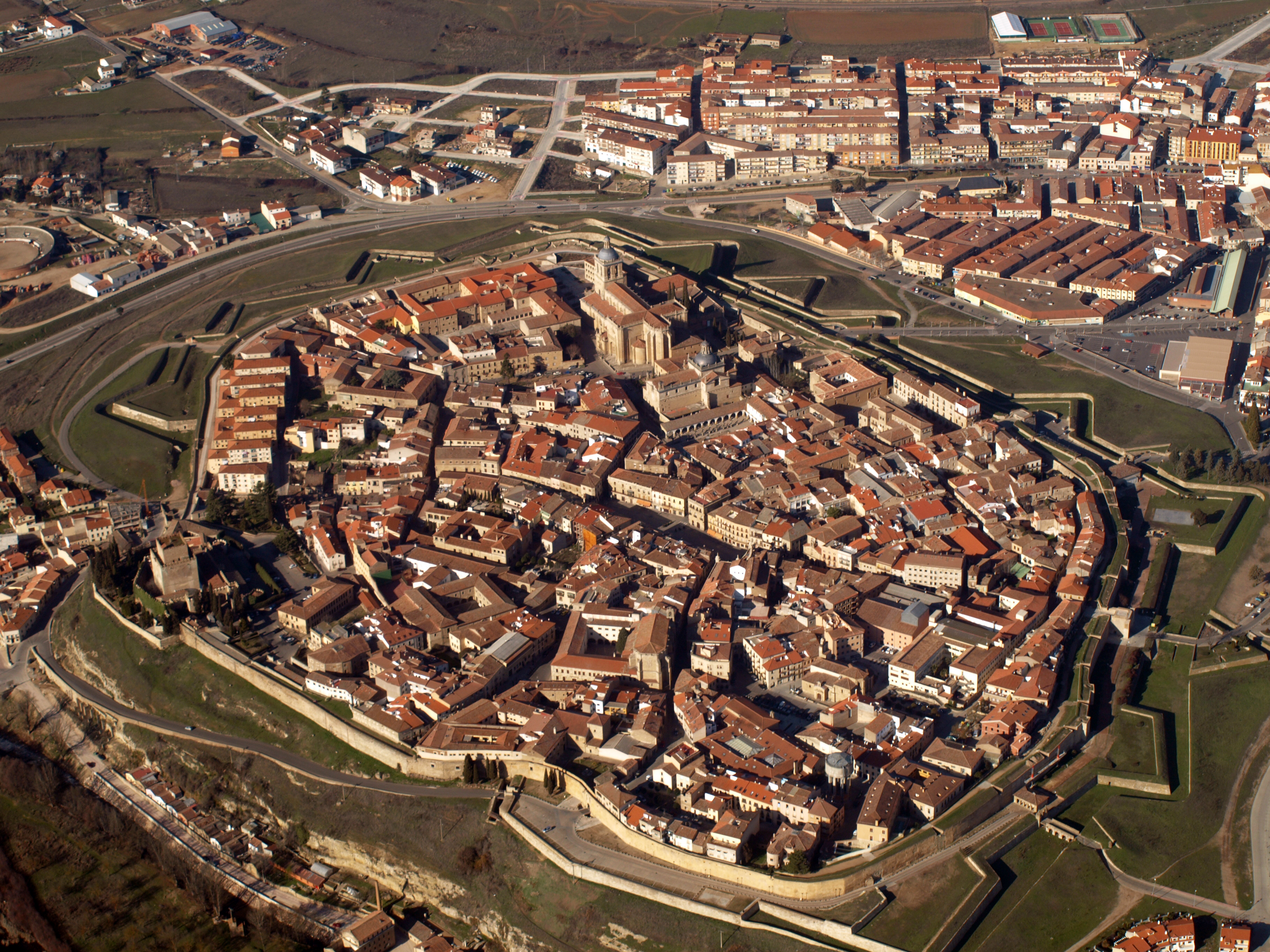
Vista aérea de Ciudad Rodrigo (2009)
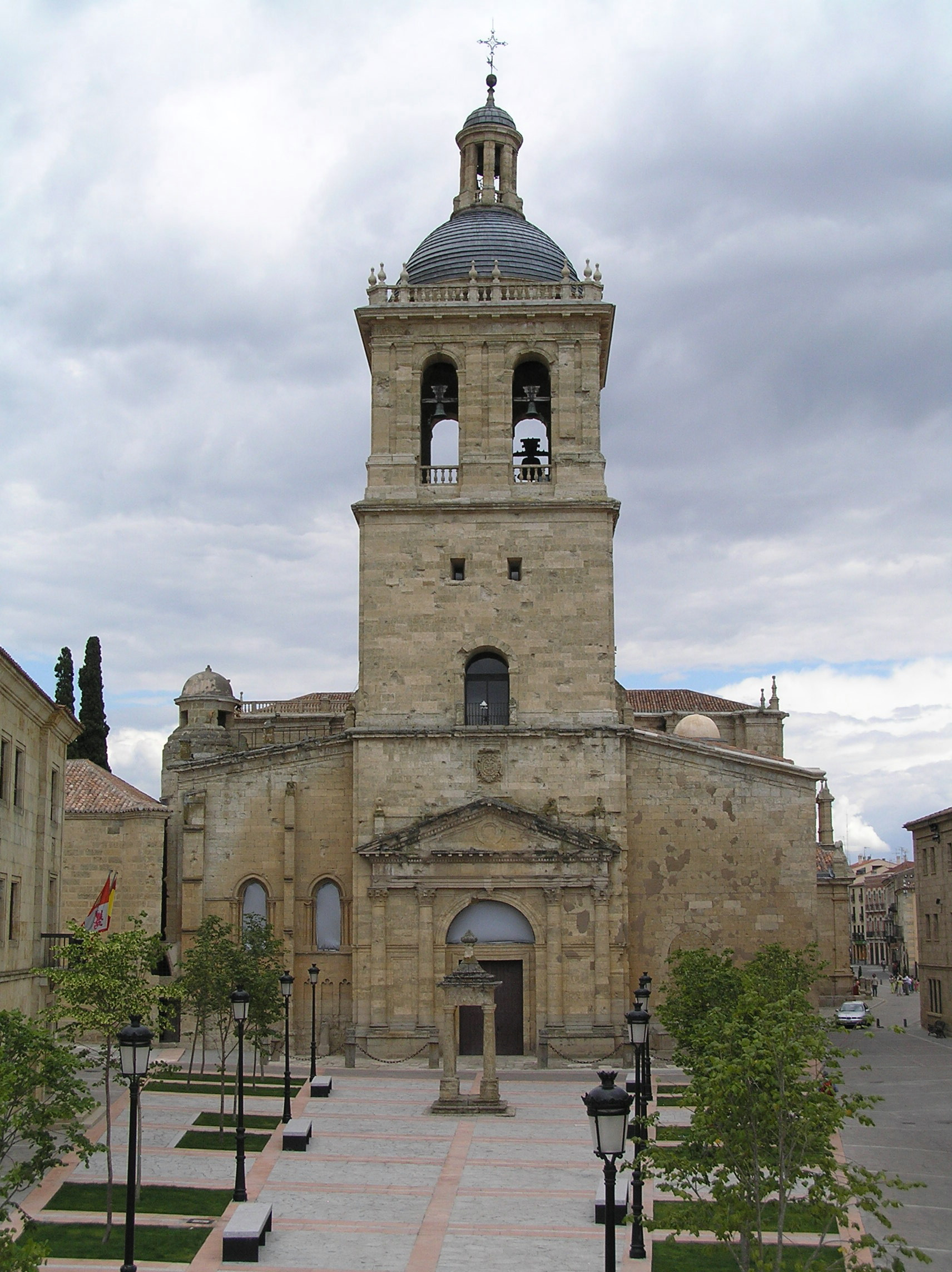
Vista de la parte frontal de la catedral de la ciudad, pueden apreciarse el deterioro y los restos de metralla de la fachada consecuencia de las batallas de 1810 y 1812 (2006)
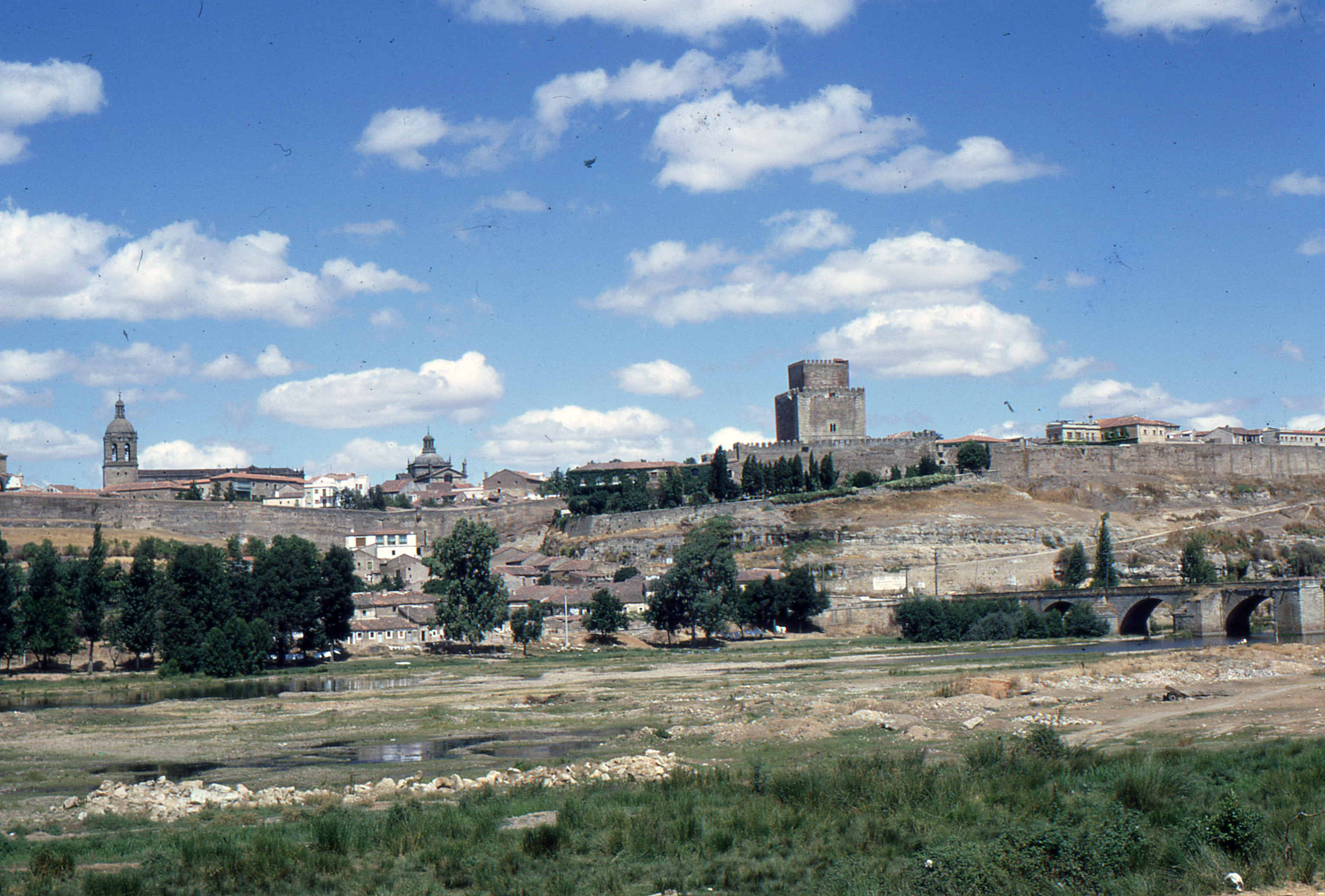
Vista panorámica de Ciudad Rodrigo en la que puede observarse parte de su muralla, el Castillo de Enrique II, su catedral y otros monumentos en una instantánea en color de agosto de 1967
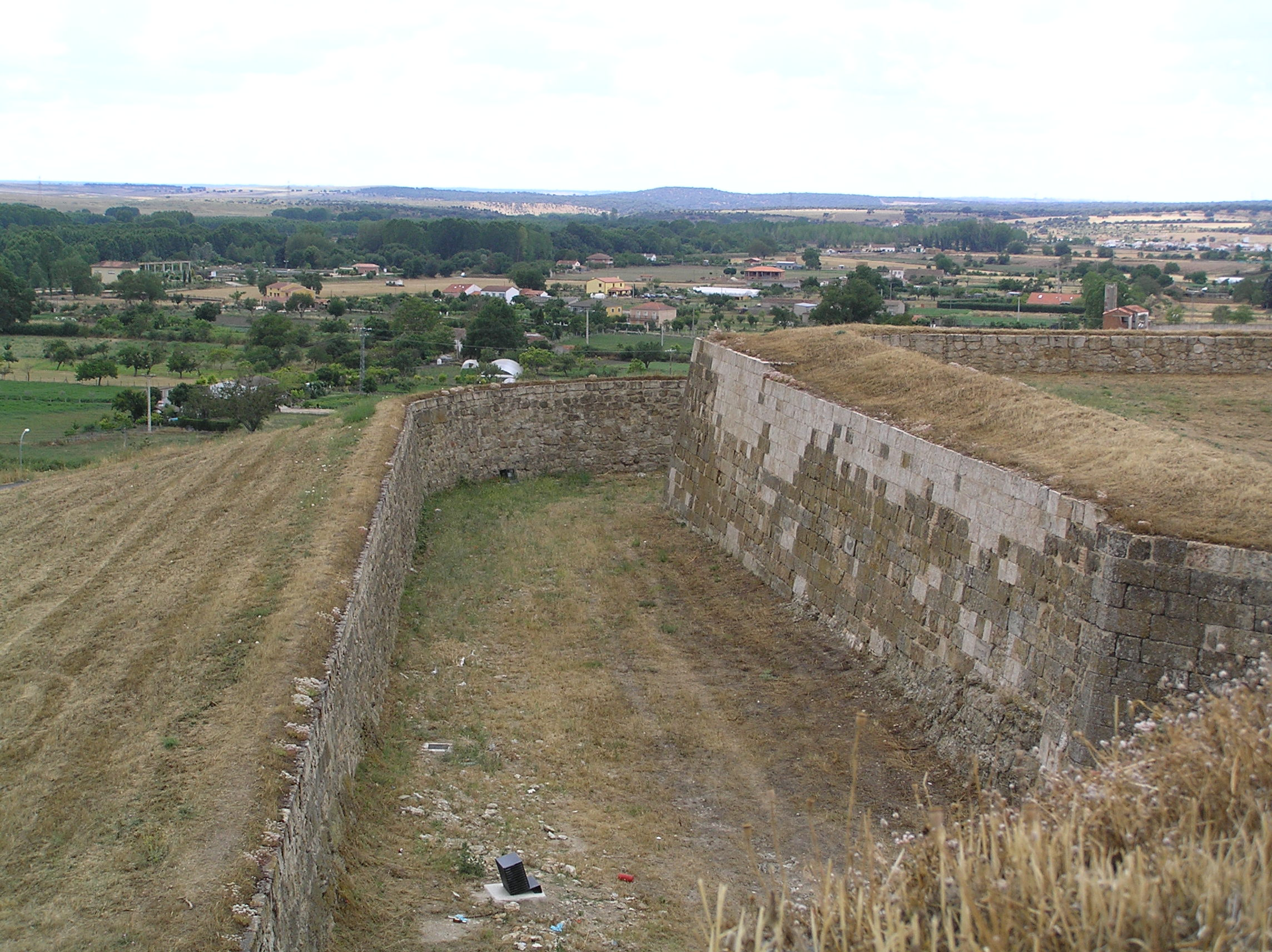
Vista desde el plano suroeste del baluarte de las murallas de Ciudad Rodrigo (2006)